# Edith Cowan
Edith Cowan (Geraldton, 1861-1932) fue la primera mujer escogida como diputada del parlamento australiano.
Desde bien joven se preocupó por cuestiones sociales y por eso fundó el Karrakatta Club, una asociación que tenía por objetivos educar las mujeres y conseguir el sufragio femenino. Posteriormente, contribuyó a la formación de King Edward Memorial Hospital for Women y de la Children's Protection Society para proteger los individuos más débiles. 
En 1920 se presentó por el partido nacionalista en la cámara del parlamento australiano y cuando salió escogida fomentó la educación sexual en la escuela y los derechos de la mujer. 

## Honores

### Eponimia
En su honor se erigió Edith Cowan Memorial Clock. También se le dio su nombre a Edith Cowan University y aparece en un billete de 50 dólares de Australia.